# آمبوهیتراندریانا
آمبوهیتراندریانا (انگلیسی: Ambohitrandriana) یک منطقهٔ مسکونی در ماداگاسکار است که در دیانا واقع شده‌است.